# Ulrich Seidl

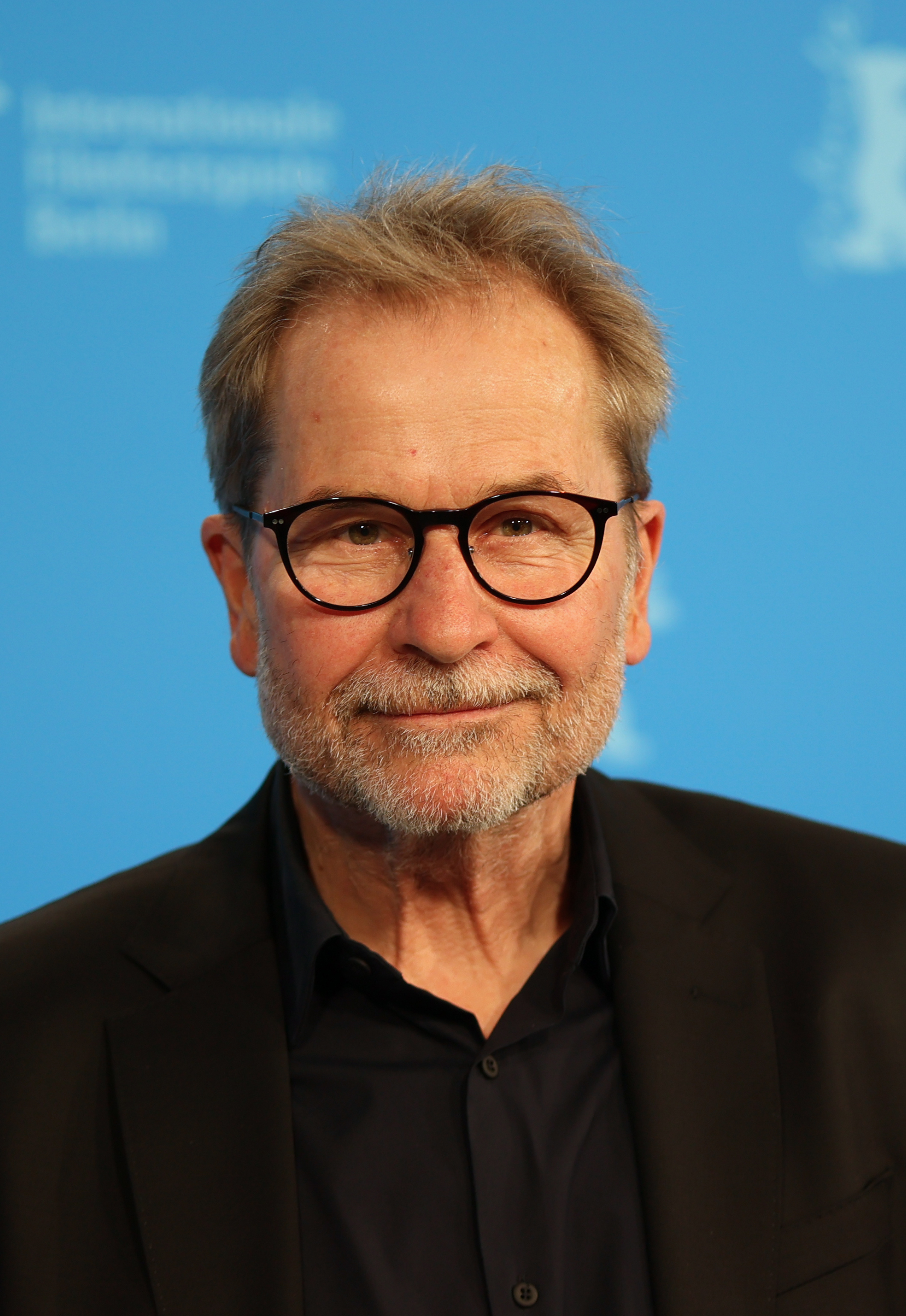
Ulrich Seidl (2022)

Ulrich Seidl (* 24. November 1952 in Wien) ist ein österreichischer Filmregisseur, Drehbuchautor und Produzent.

## Leben
Ulrich Seidl wuchs im niederösterreichischen Horn in einer streng religiösen katholischen Ärztefamilie auf. Sein erster Langfilm war der Dokumentarfilm Good News, den er sieben Jahre nach seinem Abgang von der Wiener Filmakademie produzierte. Er stellt die Lebensbereiche der Menschen, die Zeitungen verkaufen, denen gegenüber, die sie lesen.
Models stellt den Alltag zweitklassiger österreichischer Models dar, die zwischen Club, Wohnung und Katalog-Shooting versuchen, ein Leben voller Glamour zu führen und mit betonter Oberflächlichkeit und Kokainkonsum auf sexistische Fotografen und enttäuschende Beziehungen reagieren. In Slowenien wurde der drastische Film beschlagnahmt. Tierische Liebe porträtiert Tierfreunde, die mit ihren Haustieren seltsam intime emotionale Beziehungen pflegen. 2001 veröffentlichte er mit Hundstage seinen ersten Spielfilm, in dem auch Profidarsteller zum Einsatz kommen. Er wurde in Venedig mit dem Großen Preis der Jury ausgezeichnet und erzielte international rund 250.000 Kinobesuche.
Ulrich Seidl hat seit Jahren ein enges Verhältnis zum Filmclub Drosendorf und einen Zweitwohnsitz in Drosendorf. Die Premiere von Hundstage fand im Filmclub statt.
2003 gründete er gemeinsam mit Veronika Franz die Ulrich Seidl Film Produktion. Regisseurin und Drehbuchautorin Veronika Franz begleitet seit 1997 alle Filme von Ulrich Seidl als langjährige künstlerische Kollaborateurin. Sie schrieb mit ihm u. a. die Drehbücher zu Hundstage (2001), Import Export (2007) und Paradies-Trilogie (2012/13). Nach Import Export (2007), dem ersten Film den Seidl mit der eigenen Produktionsfirma hergestellt hat, entstand seine erfolgreiche und preisgekrönte Paradies-Trilogie (2012/2013), deren Filme in den Wettbewerben von Cannes, Venedig und Berlin ihre Uraufführungen feierten. Der erste Teil Paradies: Liebe seiner Paradies-Trilogie, erzählt von drei Frauen einer Familie, die getrennt voneinander ihren Urlaub verbringen. Die weiteren Teile handeln von einer missionierenden Katholikin (Paradies: Glaube) und einer Jugendlichen in einem Diät-Camp (Paradies: Hoffnung). In Paradies: Liebe ist Margarethe Tiesel als Sextouristin zu sehen, die von Österreich nach Kenia reist, um dort von jungen schwarzen Männern Liebe zu erfahren. Für diesen Film erhielt Seidl 2012 seine zweite Einladung in den Wettbewerb der Internationalen Filmfestspiele von Cannes. Bei der Verleihung des Österreichischen Filmpreises wurde er als beste Filmproduktion sowie in den Kategorien Regie und Darstellerin (Margarethe Tiesel) ausgezeichnet. Im selben Jahr wurde Seidl für den zweiten Teil seiner Trilogie, Paradies: Glaube, in den Wettbewerb der Internationalen Filmfestspiele von Venedig eingeladen. Der Film handelt von einer alleinstehenden Frau Maria Hofstätter, die in ihrem Urlaub mit einer „Wandermuttergottes-Statue“ von Haus zu Haus geht, um Österreich katholischer zu machen. Zu Hause entwickelt sich ein Kleinkrieg um Ehe und Religion, als ihr auf einen Rollstuhl angewiesener Ehemann, ein ägyptischer Moslem, nach Jahren der Abwesenheit wieder zu ihr zurückkehrt. Der letzte Trilogie-Teil Paradies: Hoffnung erhielt eine Einladung in den Wettbewerb der 63. Internationalen Filmfestspiele Berlin.
Der Film Im Keller zeigt neben anderen Szenen Männer, die sich in einem mit Nazi-Devotionalien gespickten Keller in Marz treffen, und löste den Rücktritt von zwei der Gefilmten als Gemeinderatsmandatare der ÖVP aus.
2014 produzierte Seidl mit der Ulrich Seidl Filmproduktion den Horrorfilm Ich seh Ich seh, in dem die Zwillinge Elias Schwarz und Lukas Schwarz die Hauptrollen übernahmen. Regie führte das österreichische Regieduo Veronika Franz und Severin Fiala. Ich seh Ich seh (2014, Goodnight Mommy), der bei den Filmfestspielen von Venedig seine Uraufführung feierte, wurde als österreichischer Beitrag zum Auslands-Oscar gesandt. Ein US-Remake des Films ist im Entstehen, produziert von der Produktionsfirma Animal Kingdom („It Follows“, „It Comes at Night“.)
Im Jahr 2022 erhielt Seidl für seinen Spielfilm Rimini eine Einladung in den Wettbewerb der 72. Berlinale. 2024 wurde er in der Jury des 72. Internationalen Filmfestivals von San Sebastian berufen.

## Stil

Logo von Seidls Produktionsfirma

Seidls filmischer Stil erinnert oft an TV-Doku-Dramen. Dabei soll ein inszeniertes (Laien-)Schauspiel wie die dokumentierte Realität wirken, doch ist er in langen und distanzierten Einstellungen weit poetischer und zurückhaltender. Seidl arbeitet mit formal zum Teil verstörenden Mitteln – lange, starre Einstellungen, harte Schnitte, Distanz.
Vielen gilt er als Extremfilmer, weil er „mit radikaler Aufgeschlossenheit […] die Einsamen und Hässlichen, die Außenseiter und Deformierten der Gesellschaft“ porträtiert.

## Kontroverse
Anfang September 2022 veröffentlichte Der Spiegel einen Bericht, laut dem bei den Dreharbeiten in Rumänien zu Seidls Film Sparta einige minderjährige Laiendarsteller „offenbar ausgenutzt“ worden seien. Die Eltern der Kinder seien nicht darüber informiert worden, dass es in dem Film u. a. um Pädophilie gehe, so die Vorwürfe. Weitere Vorwürfe betrafen Nacktheit, Gewalt und zu lange Arbeitszeiten. Seidl widersprach noch am selben Tag dem Artikel, in dem „unzutreffende Darstellungen, Gerüchte oder aus dem Kontext gerissene Vorkommnisse … zu einem in keiner Weise den Tatsachen entsprechenden Zerrbild montiert“ würden; dies könne er nicht unwidersprochen stehen lassen. Die Uraufführung von Sparta beim Toronto International Film Festival wurde nach Bekanntwerden der Vorwürfe abgesagt. Mitte September 2022 erhoben Mitarbeiter des Films weitere Vorwürfe im Wiener Falter. In Österreich werde der Film erstmals im Rahmen der 60. Viennale Ende Oktober zu sehen sein. Der österreichische Verband Filmregie hat in einer Erklärung Anfang Oktober 2022 kritisiert, die Berichterstattung der Medien habe einer Vorverurteilung Seidls Vorschub geleistet.
→ siehe: Sparta / Vorwürfe über Ausbeutung von Kindern

## Privates
Seidl war mit der Drehbuchautorin Veronika Franz liiert. Seidls Neffe ist Severin Fiala.

## Filmografie
- 1980: Einsvierzig (Regie, Buch)
- 1982: Der Ball (Regie, Buch)
- 1990: Good News (Regie, Buch)

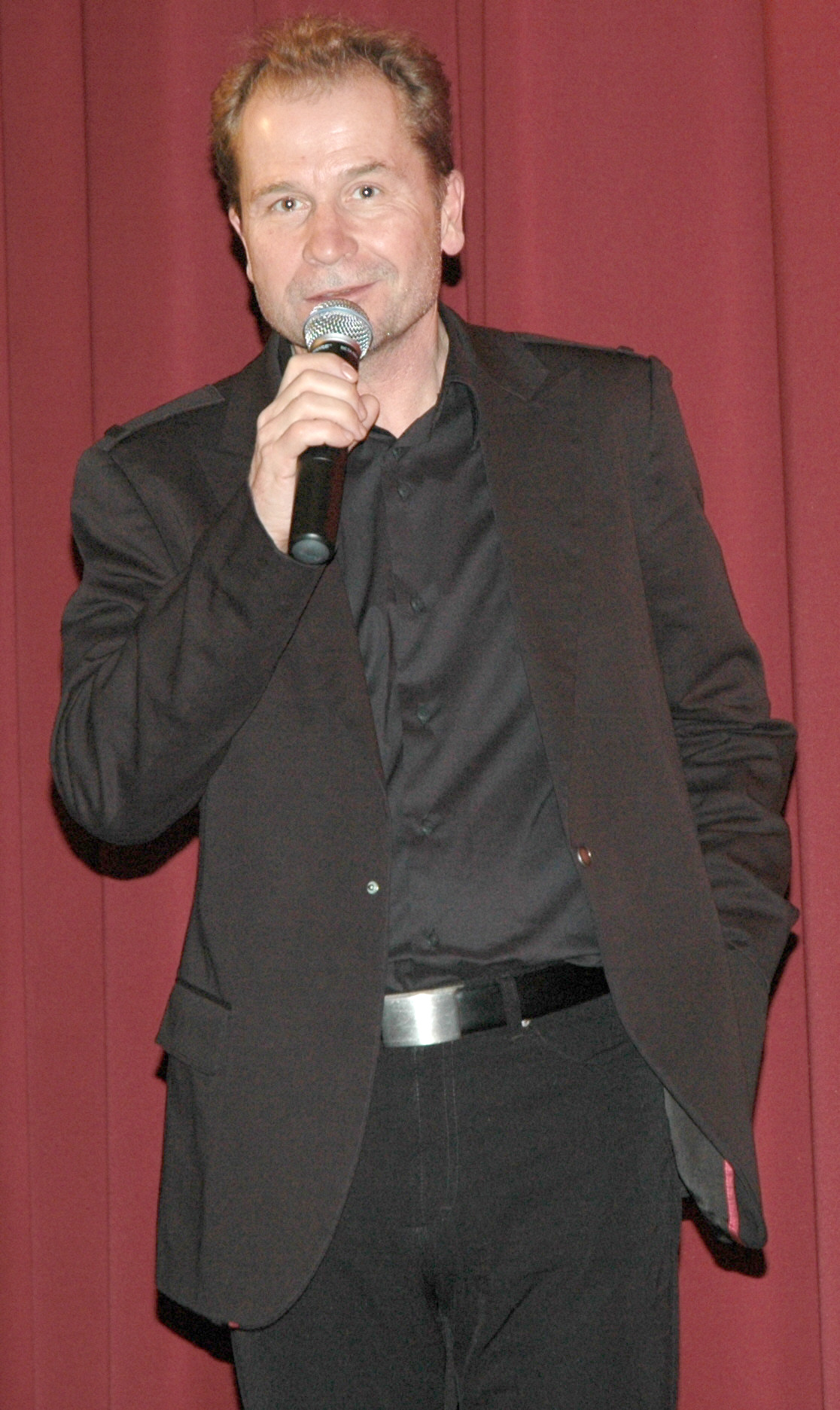
Ulrich Seidl bei der Premiere seines Films Import Export in Linz (2007)

- 1992: Mit Verlust ist zu rechnen (Regie, Buch)
- 1994: Die letzten Männer (TV) (Regie, Buch)
- 1995: Tierische Liebe (Regie, Buch)
- 1996: Bilder einer Ausstellung (TV) (Regie, Buch)
- 1997: Der Busenfreund (TV) (Regie, Buch)
- 1998: Spaß ohne Grenzen (TV) (Regie, Buch)
- 1998: Models (Regie, Buch)
- 2000: Hundstage (Regie, Buch)
- 2001: Zur Lage (Situation Report) (Regie, Buch: Ulrich Seidl, Barbara Albert, Michael Glawogger, Michael Sturminger)
- 2003: Jesus, du weißt
- 2007: Import Export (Drehbuch, Regie, Produktion)
- 2012: Paradies: Liebe (Drehbuch, Regie, Produktion)
- 2012: Paradies: Glaube (Drehbuch, Regie, Produktion)
- 2013: Paradies: Hoffnung (Drehbuch, Regie, Produktion)
- 2014: Im Keller (Drehbuch, Regie, Produktion)
- 2014: Ich seh Ich seh (Produktion)[21]
- 2016: Safari (Drehbuch, Regie, Produktion)
- 2017: Ugly (Produktion)
- 2018: To the Night (Produktion)
- 2019: Die Kinder der Toten (Produktion)
- 2019: Lillian (Produktion)
- 2021: Luzifer (Produktion)
- 2022: Rimini (Drehbuch, Regie)
- 2022: Sparta (Drehbuch, Regie, Produktion)
- 2023: Böse Spiele – Rimini Sparta (Drehbuch, Regie, Produktion)
- 2024: Veni Vidi Vici (Produktion)
- 2024: Des Teufels Bad (Produktion)
- 2024: Mond (Produktion)

## Auszeichnungen

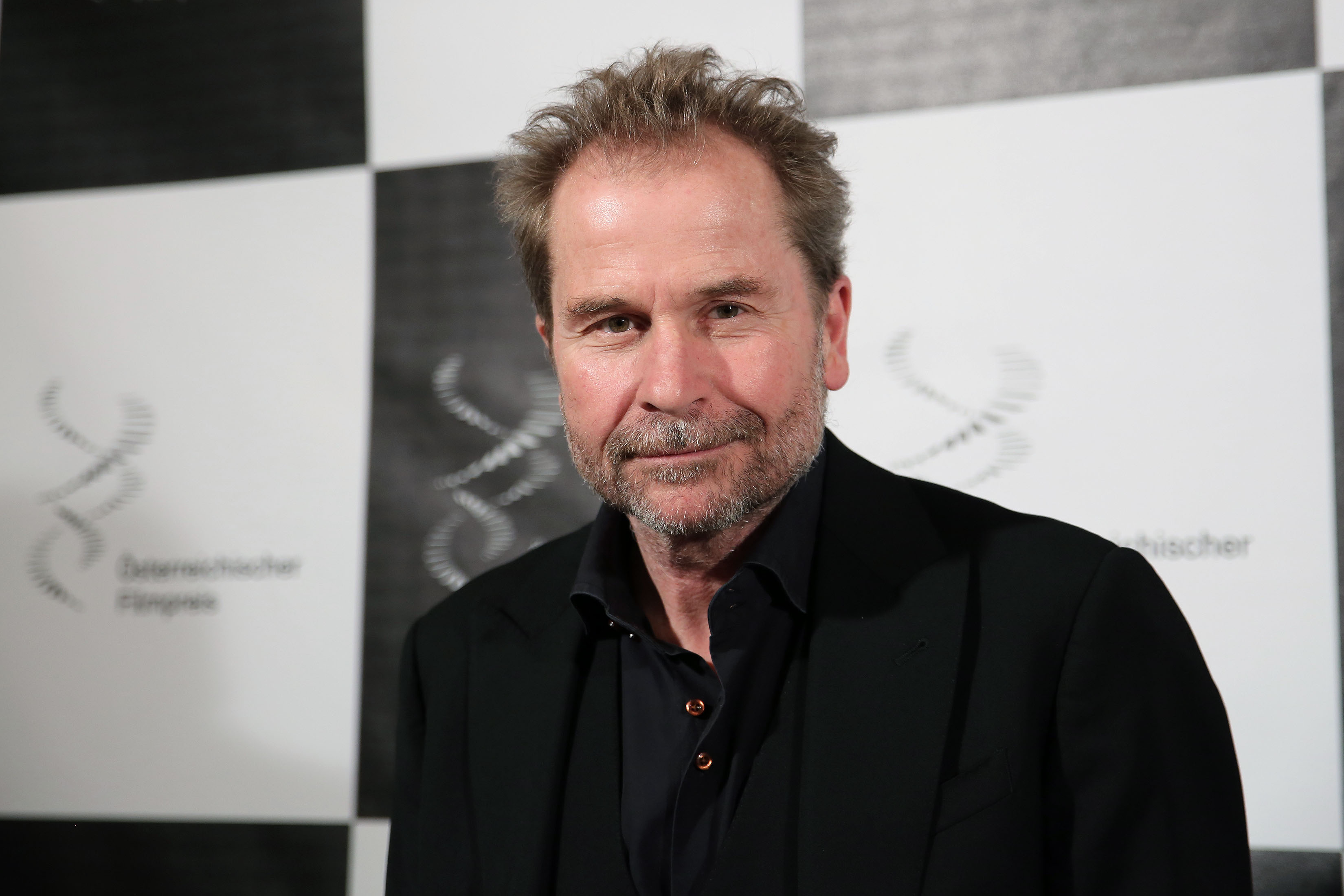
Ulrich Seidl (Österreichischer Filmpreis 2013)

- Hundstage – Großer Preis der Jury (Venedig 2001)
- Hundstage – Großer Preis der Jury (Gijón International Film Festival)
- Hundstage – Preis der Jury (Bergen International Film Festival)[22]
- Hundstage – Directors’ Week Special Jury Award (Fantasporto)
- Hundstage – FIPRESCI-Preis und Spezialpreis der Jury (Bratislava International Film Festival)
- Hundstage – Österreichischer Filmpreis
- Tierische Liebe – Potsdam (Beste Dokumentation)
- Mit Verlust ist zu rechnen – Runner up Prize Yamagata; The Jury Prize Amsterdam; Preis der Österreichischen Filmtage
- Goldener Kader (Bester österreichischer Dokumentarfilm)
- Good News – Wiener Filmpreis 1990; Prix des Bibliothèques Paris 1992 und Nominierung für den „European Documentary Award 1991“[23]
- 2001: Österreichischer Würdigungspreis für Filmkunst
- 2005: Niederösterreichischer Kulturpreis (Würdigungspreis)[24]
- 2012: Spezialpreis der Jury bei den Filmfestspielen Venedig 2012 für Paradies: Glaube[25]
- 2013: Österreichischer Filmpreis 2013 in den Kategorien Bester Film und Beste Regie für Paradies: Liebe
- 2013: Goldenes Ehrenzeichen für Verdienste um das Land Wien, November 2013[26]
- 2022: Großer Diagonale-Preis des Landes Steiermark in der Kategorie Bester Spielfilm für Rimini[27]
- 2024: Österreichischer Filmpreis in der Kategorie Bester Spielfilm für Des Teufels Bad[28]